# 相転移

それぞれの相と相転移の名前。

相転移（そうてんい、英語: phase transition）とは、ある系の相（phase）が別の相へ変わることを指す。しばしば相変態（そうへんたい、英語: phase transformation）とも呼ばれる。熱力学または統計力学において、相はある特徴を持った系の安定な状態の集合として定義される。一般には物質の状態（固体、液体、気体）の相互変化として理解されるが、同相の物質中の物性変化（結晶構造や密度、磁性など）や基底状態の変化に対しても用いられる。相転移に現れる現象も単に「相転移」と呼ぶことがある。

## 概要
何を以て「相」と定義するかは分野によって異なる。例えば平衡熱力学の範疇では、準安定状態を熱力学的状態として定義できないため、準安定状態の組を相として定義することもできない。準安定状態を扱うためには、準安定状態においても平衡状態と同様に温度や圧力などが定義でき、平衡熱力学の枠組みで扱えることを仮定するなどの工夫が必要になる。
系の相が多種多様に考えられるのと同様に、相転移の機構もまた、対象とする系とその相によって様々だが、相転移が起こる理由はその系にとってより安定な系の状態が現れたためである。その状態が安定かどうかは、例えば熱力学では温度や圧力、磁場、電場などの組み合わせによって決定されるが、微視的には原子や分子、あるいは核子や電子間の相互作用や、それらと場との相互作用などが寄与している。
相転移の顕著な例として、氷が水になったり水が水蒸気になったりする、固相や液相、気相の間の転移の他に、異なる多形や同素体への転移が挙げられる。炭酸カルシウムがヴァテライトからカルサイトやアラゴナイトへと変化したり、炭素がダイヤモンドからグラファイトへ変化したりするのがその例である。
他にも様々な相転移があり、その代表的な例として以下のものがある。
- 構造相転移（気相、液相、固相間の転移など）
- 磁気相転移（常磁性、強磁性、反強磁性などの間での転移）
- 金属-絶縁体転移（モット転移など）
- 常伝導-超伝導転移（超伝導）
- 常誘電体-強誘電体転移
- 真空の相転移（宇宙論）

相転移を検出する技術としては、示差熱分析 (DTA) などがあり、例えば合金の構造相転移などに対して用いられる。

## 転移点
相転移を起こす温度や圧力などの状態量の値の組を転移点（変態点）と呼び、特に転移点上の温度を転移温度という。特定の物質において転移点は熱力学的状態により決定される値であり、たとえば特定の成分系の液相-気相転移点では圧力などの状態量が指定されれば、残りの状態量である温度、すなわち沸点は一意に決定される。このように相転移の状態値を温度-圧力の相図上では転移点は連続した線分を形成する。
転移点の例を次に示す。
- 沸点、融点、昇華点、（凝固点）
- キューリー温度、ネール温度
- ガラス転移点[注 3]
- マルテンサイト変態点

## 相転移の種類
相転移は大別すると準安定状態を持つ第一種相転移と、それを持たない第二種相転移 に分類される。
これとは別にポール・エーレンフェストの分類法では自由エネルギーの温度あるいは圧力の n 階微分が不連続点を有する場合を n 次相転移と呼ぶ。例えば、
1 階微分が不連続点を有する場合を一次相転移、2 階微分が不連続点を有する場合を二次相転移と呼ぶ。転移点が一次相転移か二次相転移かの別により「一次相転移点」、「二次相転移点」と呼び分ける場合もある。
一次相転移と第一種相転移とは一致するが、エーレンフェストの二次相転移の定義に該当しない高次相転移も第二種相転移には含まれる。なお、実験的には誤差の存在により自由エネルギーの高次の微分が連続なのか不連続なのかを見分けることが難しい場合が多いため、二次以上の高次の相転移を区別せずに「高次相転移」などと呼ぶこともある。
相転移は自発的に生じる場合もあるが、一次相転移のように準安定状態を持ちうる場合は、過熱状態や過冷却状態のように転移点を越えても相転移を生じない場合がある。このような準安定状態では何らかの外的要因で核となる新しい相が発生し、それが引き金となって系全体に相転移が波及する。

## 第一種相転移
物質の三態の間の状態変化はいずれも代表的な第一種相転移であり、次のように呼び分けられる。
| 転移前の相    | 転移後の相    | 現象の呼称                                                         | 転移点の呼称 | 転移熱の呼称            |
| ------------- | ------------- | ------------------------------------------------------------------ | ------------ | ----------------------- |
| 固相 （固体） | 液相 （液体） | 融解                                                               | 融点         | 融解熱                  |
| 固相 （固体） | 気相 （気体） | 昇華 気化                                                          | 昇華点       | 昇華熱                  |
| 液相 （液体） | 固相 （固体） | 凝固 固化                                                          | 凝固点       | 凝固熱                  |
| 液相 （液体） | 気相 （気体） | 蒸発 気化                                                          | 沸点         | 蒸発熱 気化熱とも呼ぶ。 |
| 気相 （気体） | 液相 （液体） | 凝縮 液化                                                          | （特になし） | 凝縮熱                  |
| 気相 （気体） | 固相 （固体） | 凝華旧名：昇華（逆の転移と同名。凝固、凝結、と呼ばれることもある） | （特になし） | （特になし）            |

第一種相転移の転移点は圧力により変化する。物質固有の三重点以下の圧力では液相が存在しないため、蒸発や凝縮、融解や狭義の凝固は起こらない。また、臨界点以上の圧力では気相と液相の相違がなくなり、単一の相しか存在しない。

### 物理学的性質
一次相転移点の前後では、エントロピーやモル熱容量(モル比熱)などが不連続である。そして、前後の化学ポテンシャル μ1, μ2 とは一致し、相転移の状態にある2つの相にはクラウジウス-クラペイロンの式が成立する。
第一種相転移は準安定状態を持つので固体表面や空間に浮遊する吸湿性の微小粒子やイオンなどの刺激するものが存在しないことが原因で過熱状態や過冷却状態のように転移点を越えても相転移を生じない場合がある。すなわち電子レンジで過熱した水の突沸や、放射線検出器の霧箱・泡箱の原理はこの第一種相転移の準安定状態に由来する。
物性としての蒸発のし易さ、し難さを「揮発性」・「不揮発性」という。液体の表面張力に打ち勝つ熱運動エネルギーを持つ分子は蒸発することができる。言い換えると、蒸発する分子は液体表面への付着についての仕事関数を超える力学エネルギーをもっている。したがって蒸発は液体の温度が高かったり、表面張力が低かったりするほど早く進行する。
また、理想気体あるいは理想液体では圧力に依存してその振る舞いを変えることはないが、実際の物質の場合には高圧になると気相と液相の振る舞いに相違がなくなる。その限界の転移点を「臨界点」と呼ぶ。その臨界点を超えた相の状態を超臨界状態と呼ぶ。

### 転移熱
熱的現象としては第一種相転移が進行中の一成分系は圧力が一定の場合、系の温度が一定のままでの系外への熱の放出あるいは吸収が見られる。このような機構で生じる熱を転移熱（てんいねつ）または潜熱（せんねつ）とよぶ。そもそも熱の定義は物体に作用することで温度変化をもたらす物理量であり、一次相転移点以外の状態では熱の作用は温度変化をもたらすのでこの場合を顕熱とよび、一次相転移点において作用により温度変化を生じない場合を潜熱と呼び分けたことに由来するので、顕熱と潜熱とで物理量である熱として違いがあるわけではない。
相転移前後を状態1、状態2とした場合、それぞれの相の生成エンタルピー H1, H2の総量の差分だけ、転移熱が発生する。
転移熱の単位は質量あたりの熱量 (J/g) または物質量あたりの熱量 (J/mol) で示される。例えば、水の融解熱は 333.5 J/g、気化熱は 2256.7 J/g である。
次に転移熱に該当する熱現象を次に示す。
- 蒸発熱（気化熱、凝縮熱） - 気相・液相間の第一種相転移
- 融解熱（凝固熱）- 液相・固相間の第一種相転移

## 第二種相転移
代表的な第二種相転移である物理現象としては、一部の構造相転移、磁気相転移、常伝導から超伝導状態への転移、液体ヘリウムの超流動状態などが挙げられる。一般に第二種相転移はある秩序変数が秩序‐無秩序へと転移する現象である。秩序変数としては結晶内の原子配列の規則化や磁性体の磁気的秩序等、多岐に渡る。
二次あるいは高次の相転移では化学ポテンシャルの一次導関数も連続であるため、転移熱は発生せず、比体積の不連続点も発生しない。
一方、二次相転移では、化学ポテンシャルの二次導関数等は不連続で比熱や磁化率が転移点で不連続性を示す。そのほかにも第二種相転移点付近では物理量の異常性が現れ、それらは臨界現象と総称される。たとえば、比熱が第二種相転移点付近でギリシャ文字の λ の形のグラフを示して発散するケースはラムダ転移と呼ばれる。

## 関連図書
- レフ・ランダウ、エフゲニー・リフシッツ『統計物理学』 上（第 3 版）、岩波書店〈理論物理学教程〉。ISBN 978-4000057202。
- レフ・ランダウ、エフゲニー・リフシッツ『統計物理学』 下（第 3 版）、岩波書店〈理論物理学教程〉。ISBN 978-4000057219。
- ヴォルフガング・ゲプハルト、ウヴェ・クライ『相転移と臨界現象』吉岡書店〈物理学叢書〉。ISBN 978-4842702421。
- ユージン・スタンレー『相転移と臨界現象』（新装版）東京図書。ISBN 978-4489002410。
- P.W.アンダーソン『凝縮系物理学の基本概念』吉岡書店〈物理学叢書〉。ISBN 978-4842702124。
- author: Franz Schwabl, translator: William Brewer (2006) (English). Statistical Mechanics (Second ed.). Springer. ISBN 978-3-540-32343-3
- 西森秀稔:「相転移・臨界現象の統計物理学」、培風館、ISBN 978-4563024352（2005年11月）。
- 米沢富美子：「金属-非金属転移の物理」、朝倉書店、ISBN 978-4-254-13110-9（2012年10月15日）。
- 田崎晴明, 原隆, 岡本和夫 (編)：「相転移と臨界現象の数理」、共立出版、ISBN 978-4320111080（2015年6月9日）。
- 高橋和孝、西森秀稔：「相転移・臨界現象とくりこみ群」、丸善出版、ISBN 978-4-62130156-2 (2017年4月25日)。